# Raccordo autostradale 13

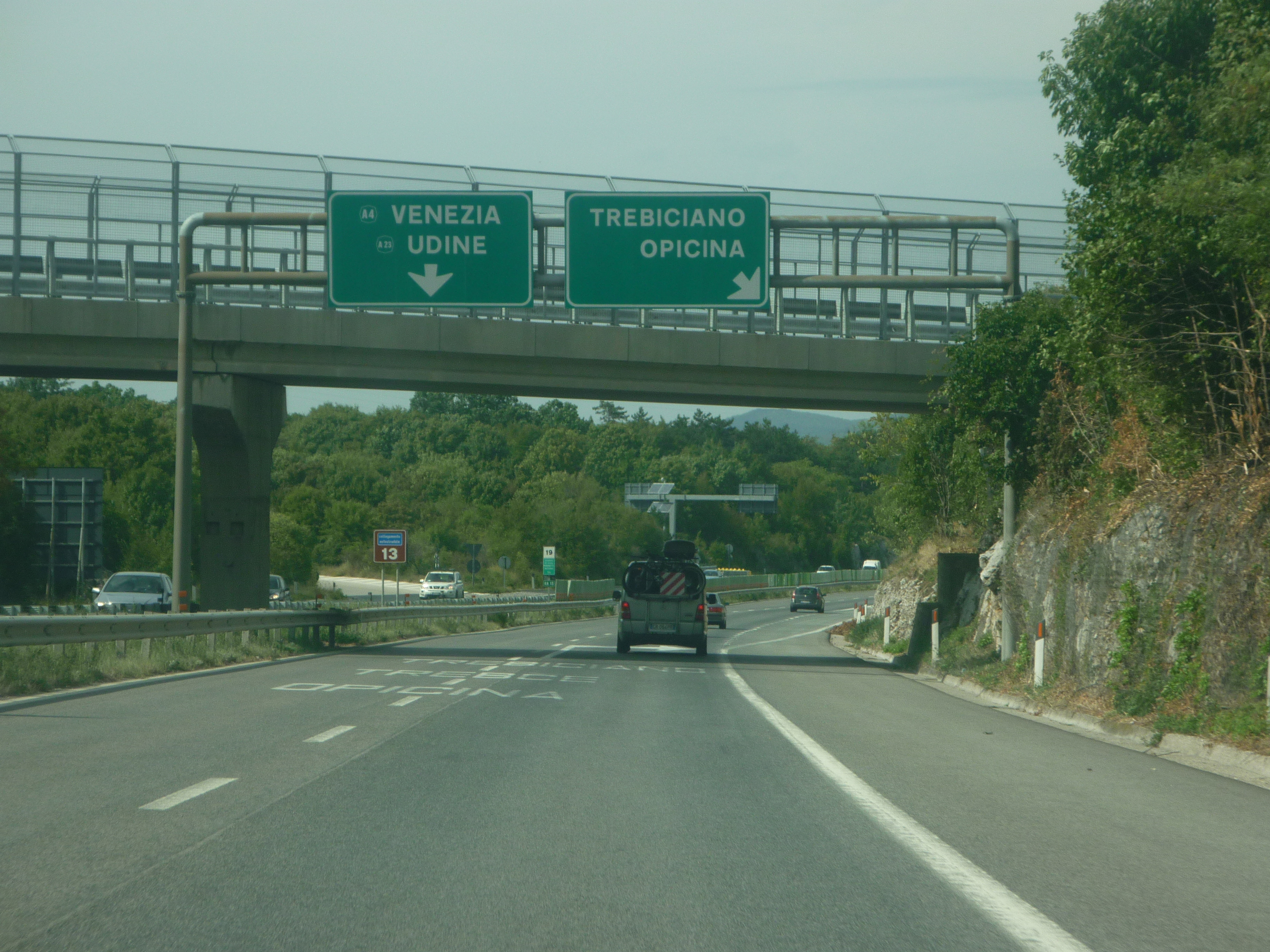
Der RA13 in Richtung A4

Der Raccordo autostradale 13 (italienisch für ‚Autobahnzubringer 13‘) ist ein Autobahnzubringer im Nordosten Italiens, der von der A4 bis Triest führt. Er ist 24,75 km lang und liegt vollständig in der italienischen Region Friaul-Julisch Venetien. Der Autobahnzubringer ist eine Teilstrecke der Adriatisch-ionischen Autobahn von Triest nach Kalamata.

## Verlauf

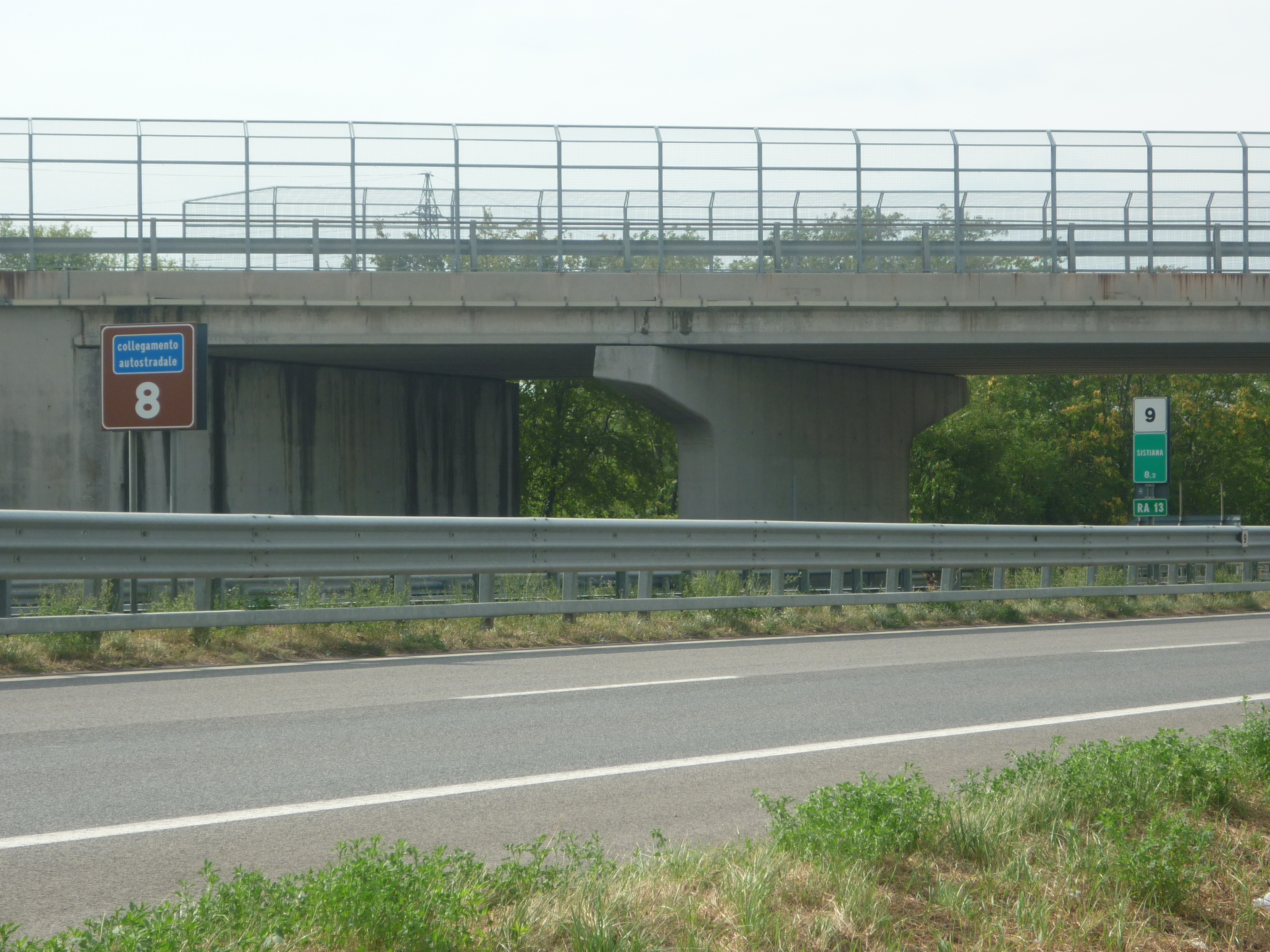
Die Brückennummerntafeln zeigen nicht RA13, sondern collegamento autostradale

Bei Sistiana geht die A4 ohne bauliche Veränderung in den RA13 über. Die Strecke führt anschließend durch die vom Karst geprägte Landschaft entlang dem Golf von Triest. Bei der Ortschaft Prosecco zweigt der RA14 nach Slowenien zur A3 ab.
Anschließend führt er vorbei an Villa Opicina oberhalb der Stadt Triest bis nach Padriciano, wo er in die SS 202 Triestina übergeht, die nach Muggia und nach Koper (Slowenien) führt.

## Allgemeines
Der RA13 stellt die wichtigste Verbindung von Triest und Slowenien mit dem Rest von Italien dar. Dieser Autobahnzubringer ist mit grünen Hinweistafeln -wie die italienischen Autobahnen- ausgestattet und schließt ohne sichtbare Veränderungen an die A4 bei Sistiana an. Außerdem zeigen Hinweistafeln nicht die Bezeichnung RA13, sondern lediglich „collegamento autostradale“ (Autobahnzubringer).
Das Decreto del Ministero dei Lavori Pubblici 6 agosto 1997 klassifizierte den Zubringer vorläufig als RA13. Jedoch schloss das Decreto Legislativo 29 ottobre 1999, n.461 1999 den Autobahnzubringer nicht in das Netz der italienischen Autobahnen ein und es blieb bei der Bezeichnung RA13.
Bisher ist der RA13 wie die meisten Autobahnzubringer in Italien mautfrei.

## Der RA 13 als Teil derGrande Viabilità Triestina

Der GVT mit dem RA13

Unter Grande Viabilità Triestina (kurz: GVT) versteht man die Stadtumfahrung der Hafenstadt Triest, die sich aus Autobahnzubringer und ausgebauten Staatsstraßen zusammensetzt.
Triest war lange Zeit an kein Autobahnnetz angeschlossen. Durch den Fall des Kommunismus, die Unabhängigkeit Sloweniens und den damit verbundenen Anstieg des Verkehrsaufkommens in Triest wurde der Anschluss an das slowenische Autobahnnetz immer wichtiger. Der GVT führt heute von Sistiana bis nach Muggia und schließt hier, sowie außerdem bei Sežana, das italienische an das slowenische Autobahnnetz an. Triest erhielt außerdem eine leistungsstarke Umfahrung.
1980 begannen die Bauarbeiten an diesem Bauprojekt, in den folgenden Jahren wurden nach und nach Strecken eröffnet. Den Abschluss der Bauarbeiten bildete der Anschluss der SS 202 an die slowenische H5 über die Schnellstraße Rabuiese / Muggia. Die Bauarbeiten dauerten 6 Jahre, die Gesamtkosten betrugen 233 Millionen Euro. Eröffnet wurde der letzte Abschnitt der GVT im November 2008.